# Okmeydanı
Okmeydanı (en turc, literalment, "camp de tir") és un barri connectat als districtes de Kağıthane i Şişli, a Istanbul, Turquia. El seu nom prové de la zona de tir amb arc construïda pel sultà Mehmet II de l'Imperi Otomà. Als carrers properes s'hi van emplaçar pedres per definir les distàncies de les fletxes. La majoria dels títols de propietat d'aquest barri són majoritàriament propietat de la fundació Fatih Sultan Mehmet. En l'actualitat, el barri es compon de diversos edificis comercials i estatals importants i és un important nus de comunicacions per al sistema de transport local.